# Total Football
Total Football est un jeu vidéo de football développé par Domark et édité par Acclaim en 1995 sur Mega Drive et en 1996 sur Amiga.